# 瞿九思
瞿九思（1546年—1617年），字睿夫，號慕川，黃梅人（今湖北省黃岡市黃梅縣），明代理學家。著有《樂章》、《萬曆武功錄》、《孔廟禮樂考》五卷、《書經以俟錄》六卷、《詩經以俟錄》六卷、文集七十五卷。

## 生平
瞿九思十歲随父親前往江西吉安，拜羅洪先爲師。十五歲做《定志論》，與同鄉耿定向關係甚密，曾於白鹿、濂溪、嶽麓、石鼓等書院講學。
嘉靖四十三年（1564年），瞿九思十九歲，與石氏結婚。隔年（1565年），師從耿定向攻讀《春秋》。

### 遭受誣陷
萬曆元年（1573年），瞿九思鄉試中舉。家居兩年。
萬曆三年（1575年），黃梅知縣張維翰違制苛刻捐稅，被氣憤百姓圍毆，張維翰認爲是瞿九思煽動百姓，便以倡亂罪逮捕他。巡按御史向程彈劾張維翰是因為自身的作為激起民變，吏部尚書張瀚庇護張維翰，咬定瞿九思聚眾截圍擁毆。朝廷判瞿九思有罪，而向程對此暫不追究。
萬曆四年（1576年），瞿九思被囚於武昌監獄。十三歲的長子瞿甲，上書數千字爲父伸冤，次子瞿罕也上書朝廷，萬曆六年（1578年），瞿九思刑期滿，流放居庸關。
萬曆十年（1582年），屠隆受瞿甲兄弟的孝心感動，上呈《為瞿睿夫訟冤書》為瞿九思訟冤，翰林院編修馮夢禎亦向張居正闡述冤情，張居正知道瞿九思的才華，湖廣巡撫陳省、巡按錢岱也重審此案，在眾人的幫助下，瞿九思獲釋回鄉。

### 晚年
萬曆三十七年（1609年），瞿九思冤案得以昭雪，萬曆三十八年（1610年），受撫按推薦，任翰林待詔，力辭不受，朝廷命令當地官府每年給米六十石作終身俸，資助其著作，期間受御史史學遷請求，前往廣濟龍坪鎮創辦江漢書院講學。並撰《樂章》及《萬曆武功錄》，派次子瞿罕進呈。
萬曆四十五年（1617年）瞿九思逝世，享壽七十一歲。

## 軼事

### 師事李時珍
潘克溥《蘄州志》、《湖廣通志》均有提及瞿九思師事李時珍，而《明史》及《黃梅縣志》未見紀載此事。王吉民《李時珍年譜》直接記載珍有得意門生有二人：一為龐鹿門，是傳他的醫學，一為瞿九思，是傳他的理學和文學。

### 纏足御虜
瞿九思認為韃靼遠離家鄉入侵他國，是因為北方沒有美人，想要制馭他們，只有讓北方也多出產美女，讓韃靼女人學習中國的習俗，都纏足，效仿中土服裝，學習柳腰蓮步、嬌弱可憐之態，使韃靼男人沉迷女色，必定能讓韃靼失去兇悍習性，不戰而勝。

## 家庭

### 父
- 瞿晟，嘉靖三十二年（1553年）進士，官至廣平知府。[2]

### 子
- 瞿甲，字釋之，13歲時曾鳴冤救父。[2][3]
- 瞿罕，字曰有，崇禎十二年（1639年）擔任為崖州知州。[3][2]

### 女
- 瞿氏，生員熊華問妻。[17][9]